# 黄树槐
黄树槐（1930年—2007年10月11日），男，湖南宁远人，中国机械学家、教育家，材料加工专家。

## 生平
1952年毕业于武汉大学机械系，历任华中工学院讲师、教授、机械工程一系主任、教务处处长。1984年12月至1993年1月，任华中工学院院长、华中理工大学校长。在其任期内，完成了由单纯工科院校，向文、理、工、管综合性大学的转变。
2007年10月11日在武汉逝世。

## 代表论著
- 《曲柄压力机》，华中理工大学出版社，1963，1973，1974
- 《机械传动及曲柄压力机》，人民教育出版社，1977
- 《On-off Hydraulic Position Servo Made Time Optimal
- Fuzzy Control by Microcomputer, Fourth IFAC/IFIP Symposium on Information Control Problems in ManufacturingTechnology》, October 1982, USA
- 《液压传动中流体瞬变的有限元研究》，机械工程学报，1993，Vol.29, No.5
- 《立体光造型中层片翘曲变形分析》，中国机械工程，1994，No.4